# جو هيوز (لاعب كرة قاعدة)
جو هيوز (بالإنجليزية: Joe Hughes)‏ هو لاعب كرة قاعدة أمريكي، ولد في 21 فبراير 1880، وتوفي في 13 مارس 1951 في كليفلاند في الولايات المتحدة.

## وصلات خارجية
- جو هيوز على موقعبيزبول رفرنس.كوم (الدوري الرئيسي) (الإنجليزية)